# Tarzan 2: Początek legendy
Tarzan 2: Początek legendy (ang. Tarzan II, 2005) – amerykański film animowany, który opowiada o dzieciństwie Tarzana. Midquel filmu Tarzan z 1999 roku.
Film wydany w Polsce na kasetach wideo i DVD 31 sierpnia 2005 roku z dystrybucją Imperial Entertainment. Film wydany również na DVD z dystrybucją CDP.pl.
Film wyemitowany w telewizji na kanałach: TVP1, Polsat, Polsat Film, Super Polsat, TV4, TV6, Disney XD, Disney Channel.

## Obsada głosowa
| Wersja angielska | Postać     | Wersja polska       |
| --- | ---------- | ------------------- |
| Harrison Chad | Tarzan     | Kajetan Lewandowski |
| George Carlin | Zugor      | Janusz Bukowski     |
| Brenda Grate | Terk       | Joanna Wizmur       |
| Harrison Fahn | Tantor     | Monika Błachnio     |
| Estelle Harris | Mama Gunda | Krystyna Królówna   |
| Brad Garrett | Uto        | Grzegorz Pawlak     |
| Ron Perlman | Kago       | Zbigniew Konopka    |
| Glenn Close | Kala       | Marzena Trybała     |
| Lance Henriksen | Kerchak    | Marek Obertyn       |
| Opracowanie wersji polskiej: Start International Polska Reżyseria: Joanna Wizmur Tekst polski: Joanna Serafińska Teksty piosenek: Marek Robaczewski Piosenki śpiewali: Michał Rudaś, Joanna Węgrzynowska i inni |            |                     |